# Tihuatlán
Tihuatlán là một đô thị thuộc bang Veracruz, México. Năm 2005, dân số của đô thị này là 80923 người.